# 威利·达文波特
威利·达文波特（英語：Willie Davenport，1943年6月8日—2002年6月17日），美国男子田径运动员。他曾代表美国参加1964年、1968年、1972年和1976年夏季奥林匹克运动会田径比赛，共获得一枚金牌和一枚铜牌。